# Hrvatska zajednica Vrhbosna
Hrvatska zajednica Vrhbosna je bila teritorijalno-administrativna zajednica hrvatskog naroda u BiH. Osnovana je siječnja 1992. godine. Nastala je okupljanjem četvrti u Sarajevu čime se mogla formirati teritorijalno mala jedinica s hrvatskom većinom. Predstavljala je političko i vojno samoorganiziranje Hrvata grada Sarajeva zbog inertnosti središnjih bosanskohercegovačke vlasti pred imanentnim srpskim osvajačkim pohodom. HZ Vrhbosna obuhvaćala je naselja u sarajevskoj općini Ilidža - Stup, Otes, Azići, Doglodi i Bare.
Ujedinjenje HZ Vrhbosna i hrvatske zajednice s područja Tuzle (Soli) s Herceg-Bosnom proglašeno je poslije. Obje su već onda velikom vjerojatnošću ostale samo mrtvo slovo na papriu. Ipak, vojni odjel obiju zajednica, HVO Sarajevo i 115. brigada HVO Zrinski Tuzla bio je povezan s Hrvatskim vijećem obrane Herceg-Bosne i podčinjen Glavnom stožeru HVO-a do kraja 1993., odnosno početka 1994. kada će ih nasilno ukinuti Muslimani. Specifične okolnosti i vrlo neskloni stavovi muslimanskog političkog rukovodstva pridonijeli su da HZ Vrhbosna kao ni HZ Soli nisu uspjele biti realizirane kao nove općine koje bi se protezale na području koje dominantno naseljavaju Hrvati. U Solima to je trebao biti prsten hrvatskih naselja oko Tuzle, a u Vrhbosni spomenuta naselja.